# Абешла
Абешла, также иногда Абшилк, Абешлайцы и Апшилк — древнее племена, заселявшие территорию современной Турции — Анатолии, родственные с хаттами и кашками, а также, вероятно, урумейцами.

## Потомки
На потомков абешла и кашков претендуют абхазы и адыги, поскольку ассирийское «абшилк» схоже с греческим «апшилк» названиеи апсилов, а «кашак» схоже с «касог» древнему названию адыгов. А также из-за ряда абхазо-адыгских тапонимов где проживали предполагаемые предки в Хаттской империи, Арипса, Супса, Акампсис и Апсар, Ахыпс, Хыпс, Ламыпс, Дагарыпш.

## Общие сведения
Абешла упоминаются в «надписях» ассирийского царя Тиглатпаласара:
«4000 кашкайцев (и) урумейцев, непокорных людей хеттской страны, которые силой своей захватили поселения страны Шубарту, подчиненные Ашшуру, моему владыке, услыхали о моем приходе в Шубарту, и блеск моей доблести ниспроверг их: битвы они убоялись (и) обняли мои ноги. Я принял их… и причислил их к людям моей страны».
По мнению В. А. Нюшкова, кашки (кашкайцы) и абешла являются синонимами.
Абешла проживали от реки Чорух до реки Галис (Кызылырмак), вероятно они вместе с кашками входили в состав Хаттских владений.
Судя по ассирийским надписям Тиглатпаласар вошёл в их владения и помог «своему владыке» (видимо наместнику) некому Ашшуру.
Конфликт был вызван из-за нападения Абешла и Урумейцов на «Шубарату» (видимо ассирийское поселение, или под влиянием Ассирийского царя).
Абешла также ранее участвовали в многочисленных походах против ассирийцев.
Ассирийский царь видимо не надолго, но все же покорил племена:
« … Урумейцев и абешлайцев, непокорных людей страны хеттской, я схватил, причислил к людям моей страны».